# Jonny Moseley
Jonathan William „Jonny“ Moseley (* 27. August 1975 in San Juan, Puerto Rico) ist ein ehemaliger US-amerikanischer Freestyle-Skier. Er startete anfangs in allen Disziplinen, spezialisierte sich aber im Laufe seiner Karriere auf die Buckelpiste. 1998 wurde er in dieser Disziplin Olympiasieger, dazu gewann er zweimal den Freestyle-Gesamtweltcup und je einmal die Disziplinenwertungen in Kombination und Moguls. Aufgrund der Einführung innovativer Tricks und großer Beliebtheit beim Publikum gilt er als einer der einflussreichsten Freestyle-Skifahrer aller Zeiten. Noch lange nach dem Karriereende wirkt er in zahlreichen Skifilmen und Fernsehsendungen mit.

## Biografie

### Kindheit und Jugend
Jonny Moseley kam wie seine beiden älteren Brüder Jeff und Rick auf Puerto Rico zur Welt, wo sein Vater als Immobilienentwickler arbeitete. Zwei Jahre später zog die Familie zurück nach Tiburon, einem Nobelvorort von San Francisco, Kalifornien, und Moseley senior entdeckte seine Liebe zum Skifahren wieder. Jedes Winterwochenende nahm er seine Söhne mit nach Squaw Valley, wo Jonny im Alter von drei Jahren erstmals auf Ski stand. Nach der Skischule trat er dem Mighty Mite Ski Racing Programm bei und begann sich sowohl alpin, im freien Gelände und auf der Buckelpiste mit Gleichaltrigen zu messen. Sein sechs Jahre älterer Bruder Jeff entschied sich als erster für den Freestyle-Sport, nachdem er den Ski-Teeniefilm Hot Dog… The Movie! gesehen hatte.
Die drei Brüder wurden ins Squaw Valley Freestyle Team aufgenommen. Mit 14 Jahren nahm Jonny am World Mogul Camp in Whistler-Blackcomb teil und lernte dabei seinen späteren Trainer Cooper Schell kennen. Während Jeff nach der Highschool mit dem Wettkampfsport aufhörte, verfolgten Jonny und der fünf Jahre ältere Rick ihre Pläne weiter und schafften es ins US-Skiteam. Im Alter von 15 Jahren konnte Jonny einen ersten größeren Erfolg verbuchen, indem er die nationalen Jugendmeisterschaften gewann.

### Sportliche Laufbahn
Am 15. Januar 1993 gab Moseley in Breckenridge sein Debüt im Freestyle-Skiing-Weltcup. Obwohl die ersten olympischen Freestyle-Wettbewerbe 1992 ohne die Disziplinen Aerials und Ballett über die Bühne gegangen waren, behielt er diese bei, um seine Chancen auf einen Sieg im Gesamtweltcup zu wahren. Im Dezember 1993 belegte er als Dritter der Kombination von Tignes erstmals einen Weltcup-Podestplatz, verpasste die Qualifikation für die Olympischen Spiele in Lillehammer aber dennoch. Auch Bruder Rick, für Jonny eine Art Mentor und Trainer, konnte sich nicht qualifizieren und beendete daraufhin seine aktive Karriere.
In der folgenden Saison konnte sich Jonny Moseley in der Weltspitze etablieren. Der Allrounder gewann die Kombinationen aus Aerials, Ballett und Moguls in Kirchberg und Hundfjället und setzte sich dank drei weiterer Podiumsplatzierungen auch im Freestyle-Gesamtweltcup durch. Dazu gewann er bei seinen ersten Weltmeisterschaften in La Clusaz die Bronzemedaille in der Kombination. In seiner stärksten Einzeldisziplin Moguls belegte er Rang 15. Im Winter 1995/96 konnte er in Lake Placid erstmals einen Wettkampf auf der Buckelpiste gewinnen und mit insgesamt sechs Saisonsiegen seinen Triumph im Gesamtweltcup wiederholen. Im Hinblick auf die Olympischen Spiele in Nagano verzichtete er ab 1997 auf die Disziplinen Aerials und Ballett und konzentrierte sich voll auf die Buckelpiste. Bei den Weltmeisterschaften im Olympiaort kam er über Rang 12 jedoch nicht hinaus.
Zu Beginn der Weltcup-Saison 1997/98 gewann Moseley die ersten beiden Moguls-Rennen und qualifizierte sich damit sicher für die Spiele in Japan. Das olympische Finale im Iizuna Kōgen Sukī-jō wurde zum absoluten Höhepunkt seiner Karriere. Mit einem Double-Twister-Spread und einem extra eingeübten 360-Mute-Grab über den zweiten Kicker kürte er sich in souveräner Manier zum Olympiasieger und sorgte für die erste US-Medaille der Spiele. Die Fernsehübertragung zur besten Sendezeit machte ihn in seinem Heimatland zum Superstar und brachte ihm unter anderem Auftritte bei David Letterman und ein Rolling-Stone-Cover ein. Außerdem gewann er am Ende der Saison zum ersten und einzigen Mal die Moguls-Disziplinenwertung im Weltcup vor dem Titelverteidiger und ehemaligem Olympiasieger Jean-Luc Brassard.
Moseley nutzte den neu gewonnenen Ruhm, um sich bei der FIS für eine Starterlaubnis bei Events außerhalb des Weltcups starkzumachen. So durfte er 1999 an den dritten Winter-X-Games in Crested Butte teilnehmen und gewann im Big Air die Silbermedaille. Damit wurde er zum ersten Olympiamedaillengewinner, der auch bei den X-Games Edelmetall erringen konnte. Ein Jahr später war er bei den US Open ebenfalls im Big Air siegreich, wo er einen Flatspin 900 zeigte. Nachdem er zwei Winter keine FIS-Wettkämpfe bestritten hatte und stattdessen auf der neuen Pro Moguls Tour gestartet war, gab Moseley 2001 im Hinblick auf die Olympischen Spiele von Salt Lake City sein Weltcup-Comeback. Im olympischen Endlauf im Deer Valley verpasste er die angestrebte Titelverteidigung als Vierter klar, weil er zum einen die zweitlangsamste Finalzeit aller 16 Teilnehmer hinlegte und zum anderen seinen neuen Sprung Dinner Roll zeigte, der bei der Jury auf wenig Gegenliebe stieß.
Im Anschluss an die Spiele beendete Moseley im Alter von 26 Jahren seine aktive Laufbahn.

### Weitere Karriere

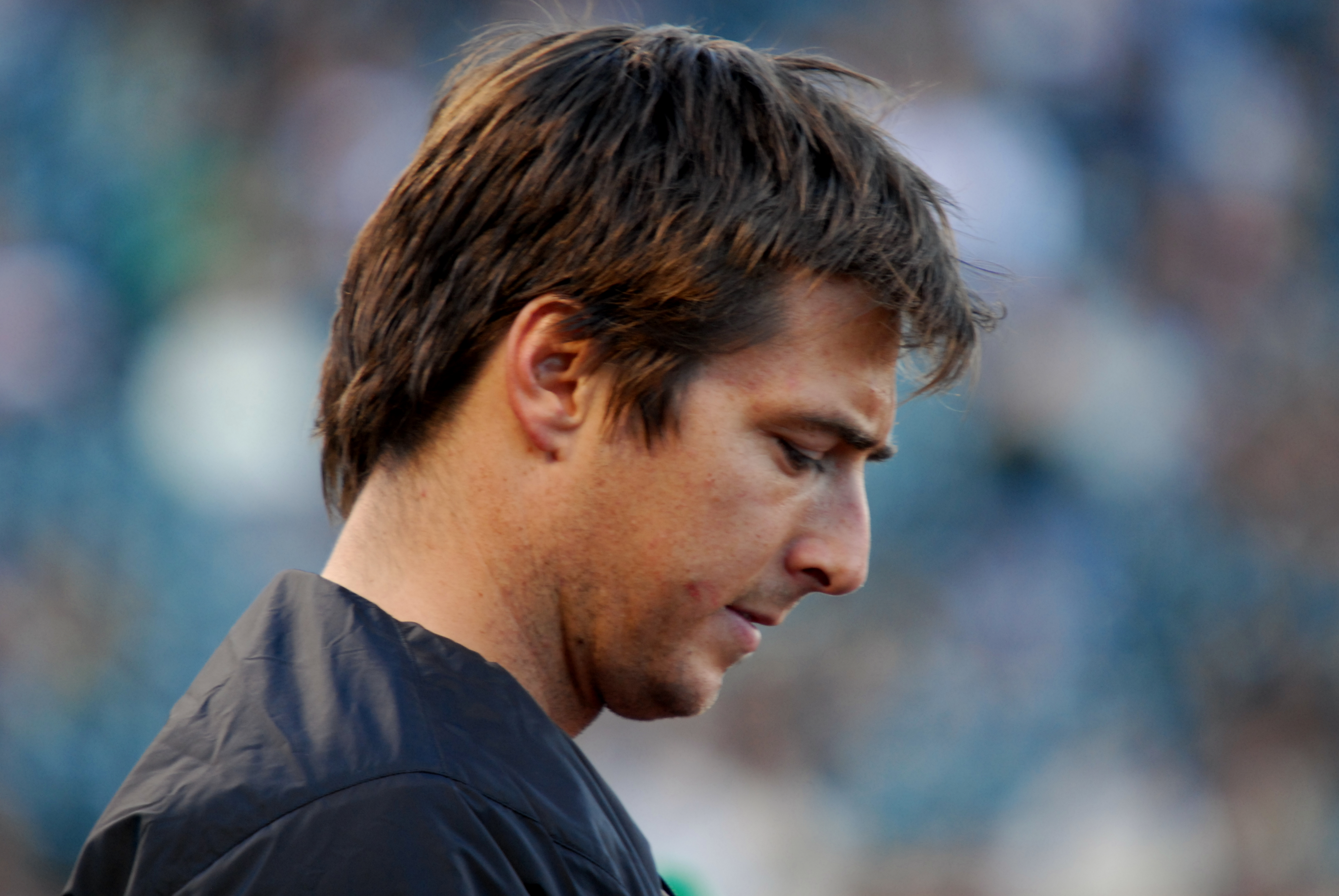
Jonny Moseley beim Ice Air 2006

Jonny Moseley war aufgrund seiner lockeren Persönlichkeit und der optischen Ähnlichkeit mit Tom Cruise bereits während seiner Sportlerlaufbahn für das Fernsehen entdeckt worden. Erste Erfahrungen vor der Kamera sammelte er beim Dreh von Skifilmen und Werbespots. Bei einem Live-Interview aus Japan kurz nach seinem Olympiasieg beantwortete er eine Frage von Talkshow-Host David Letterman nach seinem Sprung auf eine für ihn typische Weise:
David Letterman: “What’s the deal with that move?”
Jonny Mosely: “There’s no deal at all. It’s a good way to check out the crowd while I’m coming down the hill.”
Zurück in den Staaten wurde er in die Late-Night-Show eingeladen und führte den Sprung auf einer mit Seife geschmierten Holzschanze außerhalb des Studios im strömenden Regen vor. Obwohl er in einem riesigen, aufgeblasen Kissen landete, nannte er diesen Stunt später das Gefährlichste, was er je auf Ski gemacht habe.
2001 stand Moseley Pate für das PS2-Spiel Mad Trix, dessen Handlung zum Teil im verschneiten San Francisco angesiedelt ist. Dieses erste Trick-basierte Ski-Videospiel wurde in Anlehnung an Originalaufnahmen des Sportlers programmiert. Im März 2002 wurde ihm die Ehre zuteil, eine Ausgabe von Saturday Night Live zu moderieren. Es folgten mehrere Engagements als Moderator von Fernsehsendungen sowie als Kommentator für NBC und ESPN. Zwischen 2003 und 2005 moderierte er drei Staffeln der MTV-Reality-Gameshow Real World/Road Rules Challenge, 2012 und 2013 acht Episoden der G4-Show American Ninja Warrior. Bei Fox Sports Net moderierte er die Sendung Snow Zone with Jonny Moseley. Abseits seiner TV-Karriere wirkte Moseley in zahlreichen Skifilmen mit. Seit 2007 fungiert er als Erzähler in den Filmen des bekannten Genreregisseurs Warren Miller bzw. dessen Produktionsfirma Warren Miller Entertainment, in denen er auch etliche Male vor der Kamera zu sehen war.
Moseley machte seinen Namen zur Marke und dient seinem Heimskigebiet Squaw Valley als Werbegesicht sowie als Chief Mountain Host. Er moderiert eine wöchentliche Radiosendung auf Sirius Satellite Radio und betreibt seit 2017 den Podcast Jonny Moseley’s Wildest Dreams, in dem er verschiedene Action-Sportarten vorstellt.
2019 eröffnete er eine Sportsbar in Corte Madera.

### Privatleben
Im März 2006 heiratete Moseley in Telluride, Colorado, seine langjährige Lebensgefährtin, die Business Managerin Malia Rich. Er lebt mit seiner Frau und zwei gemeinsamen Söhnen (* 2007 und * 2010) in Kalifornien. Nachdem er zugunsten des Sports ein Studium mit dem Hauptfach Business und Finanzen an der UC Davis 1995 abgebrochen hatte, erwarb er 2007 einen BA in American Studies an der UC Berkeley. Seine Freizeit verbringt er neben dem Skisport mit Wasserski, Wakeboard und Basteln an seinem 64er Pontiac Bonneville.

## Stil und Rezeption

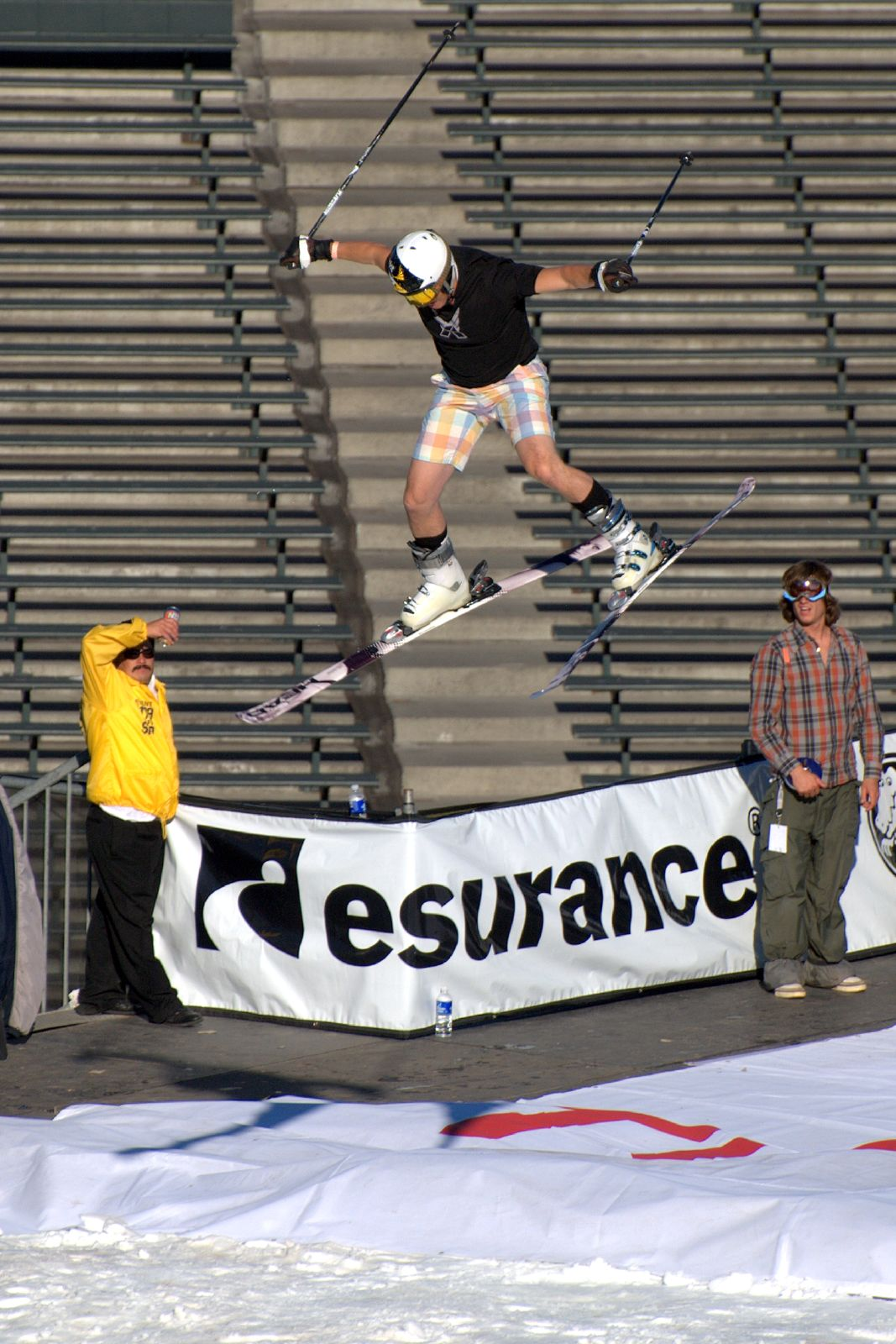
Jonny Moseley beim San Francisco Ice Air 2007

Durch seine zahlreichen Fernsehauftritte beflügelt, wurde Jonny Moseley zu einem der beliebtesten Wintersportler der USA und genießt in seiner Heimat Legendenstatus. Sein Einfluss auf die Weiterentwicklung des Freestyle- und insbesondere des Buckelpistensports gilt als unbestritten. Nachdem der Snowboardsport die Szene gegen Ende der 1990er Jahre dominiert hatte, rückte Freestyle-Skiing durch Moseley wieder in den Fokus der Öffentlichkeit. Seine Erfahrung in den Disziplinen Aerials und Ballett half ihm dabei, sich die Tricks einer jungen Generation, die sich selbst als „The New Canadian Air Force“ bezeichnete, anzueignen und auf der Buckelpiste zu etablieren. Weil sein Ausrüster K2 noch keine Twintips entwickelt hatte, nahm er 1999 mit herkömmlichen Buckelpistenski an den X-Games teil.
Vor allem zwei Tricks bzw. Sprünge blieben eng mit seinem Namen verbunden: Der 360-Mute-Grab, auch Iron Cross oder Helicopter genannt, eine volle Drehung mit gekreuzten Ski und Berührung, wurde zu seinem Markenzeichen und sicherte ihm 1998 Olympiagold. Zu der Skiberührung wurde er von einem Wasserskifahrer inspiriert und zeigte den Trick erstmals im 1997 gedrehten Film Breeze. Weil sich der Sprung zum damaligen Zeitpunkt nicht im FIS-Regelwerk wiederfand, musste er von seinem Trainer ermutigt werden, ihn auch im Wettkampf zu zeigen. Das tat er erstmals im Breckenridge-Weltcup lediglich eine Woche vor Olympia – und gewann. Bei seiner zweiten und letzten Olympiateilnahme sorgte Moseley 2002 mit dem Sprung Dinner Roll (englisch für Brötchen), einer achsversetzten 720-Grad-Drehung, für Aufsehen. Allerdings musste er zuvor bei der FIS, die in den Moguls-Disziplinen keine Saltos erlaubte, Überzeugungsarbeit leisten und schickte den Verantwortlichen eine Zeitlupe von sich. Diese ließen den Sprung zwar zu, gaben ihm aber keinen besonders hohen Schwierigkeitsgrad.

„I knew I was never going to get FIS to allow inverted tricks, so I filmed the jump from four different angles and sent them a video where my feet did not go above my head. I was so happy that I overlooked the low point value they had given it.“

„Ich wusste, dass ich die FIS niemals dazu bringen würde, Kopfüber-Tricks zu erlauben, also filmte ich den Sprung aus vier verschiedenen Winkeln und schickte ihnen ein Video, auf dem meine Füße nicht über meinen Kopf gehen. Ich war so glücklich, dass ich die niedrige Punktezahl, die sie ihm gegeben hatten, übersah.“

Einige von Moseleys Mitstreitern kritisierten ihn für den außergewöhnlichen Trick und waren der Meinung, dass das olympische Finale kein Ort für Innovationen oder Experimente sei. Er selbst gab später entgegen anfänglicher Euphorie und positiver Publikumsreaktionen an, lieber die Goldmedaille gewonnen zu haben. Mit Saisonstart 2002/03 erlaubte der internationale Skiverband schließlich auch Saltos auf der Buckelpiste und stufte die Dinner Roll deutlich höher ein.
Der Sportler Jonny Moseley zeichnete sich auch durch neue, unkonventionelle Trainingsmethoden aus. So lehnte er als einer der ersten Freestyle-Skier das klassisch-alpine Fitnessprogramm ab und setzte Schwerpunkte auf dem Trampolin und im Gelände. Dazu grub er Löcher in einen steilen Erdhügel, durch die er mit flinken Abwärtssprüngen das Wedeln über eine Buckelpiste simulierte. Vor der Saison 1996/97 konsultierte er einen Sportpsychologen, der ihm bei der Verwirklichung seiner Ziele helfen sollte. Die letzten Tage vor seinem Olympiastart 1998 verbrachte er mit seinem Team abgeschottet von der Außenwelt und konsumierte neben Rapmusik inspirierende Filme wie Days of Thunder.
Bereits während seiner aktiven Laufbahn erhielt Moseley mehrere Preise und Ehrungen. 1994 wurde er als Weltcup-Rookie des Jahres ausgezeichnet. Nach seinem Olympiasieg 1998 bekam er von Bürgermeister Willie Brown den Key to the City der Stadt San Francisco verliehen. Zudem wurde er vom United States Olympic Committee als Athlet des Jahres gewürdigt. 2006 ehrte ihn die U.S. Ski and Snowboard Association mit der Aufnahme in die National Ski Hall of Fame. In seinem Heimskigebiet Squaw Valley wurde am Berg KT-22 eine schwarze Piste nach ihm benannt. 2019 nominierte ihn das USOC erstmals für die Aufnahme in die United States Olympic Hall of Fame.

## Erfolge

### Olympische Spiele
- Nagano 1998: 1. Moguls
- Salt Like City 2002: 4. Moguls

### Weltmeisterschaften
- La Clusaz 1995: 3. Kombination, 15. Moguls
- Nagano 1997: 12. Moguls

### Weltcupwertungen
| Saison  | Gesamt | Gesamt | Aerials | Aerials | Moguls | Moguls | Dual Moguls | Dual Moguls | Ballett | Ballett | Kombination | Kombination |
| Saison  | Platz  | Punkte | Platz   | Punkte  | Platz  | Punkte | Platz       | Punkte      | Platz   | Punkte  | Platz       | Punkte      |
| ------- | ------ | ------ | ------- | ------- | ------ | ------ | ----------- | ----------- | ------- | ------- | ----------- | ----------- |
| 1992/93 | 115.   | 3      | –       | –       | –      | –      | –           | –           | 33.     | 24      | –           | –           |
| 1993/94 | 37.    | 57     | 38.     | 48      | 22.    | 216    | –           | –           | 23.     | 192     | 5.          | 540         |
| 1994/95 | 1.     | 164    | 26.     | 196     | 6.     | 540    | –           | –           | 12.     | 440     | 3.          | 542         |
| 1995/96 | 1.     | 203    | 18.     | 408     | 2.     | 724    | 3.          | 184         | 10.     | 472     | 1.          | 400         |
| 1996/97 | 16.    | 79     | –       | –       | 5.     | 396    | 5.          | 320         | –       | –       | –           | –           |
| 1997/98 | 2.     | 99     | –       | –       | 1.     | 596    | 42.         | 4           | –       | –       | –           | –           |
| 2000/01 | 37.    | 42     | –       | –       | 19.    | 168    | –           | –           | –       | –       | –           | –           |
| 2001/02 | 49.    | 33     | –       | –       | 25.    | 196    | –           | –           | –       | –       | –           | –           |

### Weltcupsiege
Moseley errang im Weltcup 29 Podestplätze, davon 15 Siege:
| Datum             | Ort                   | Land       | Disziplin   |
| ----------------- | --------------------- | ---------- | ----------- |
| 24. Februar 1995  | Kirchberg             | Österreich | Kombination |
| 10. März 1995     | Hundfjället           | Schweden   | Kombination |
| 5. Januar 1996    | Lake Placid           | USA        | Moguls      |
| 13. Januar 1996   | Blackcomb             | Kanada     | Moguls      |
| 20. Januar 1996   | Breckenridge          | USA        | Kombination |
| 25. Januar 1996   | Mont Tremblant        | Kanada     | Kombination |
| 28. Januar 1996   | Mont Tremblant        | Kanada     | Kombination |
| 9. März 1996      | Hundfjället           | Schweden   | Kombination |
| 13. Dezember 1996 | La Plagne             | Frankreich | Moguls      |
| 19. Dezember 1997 | La Plagne             | Frankreich | Moguls      |
| 20. Dezember 1997 | La Plagne             | Frankreich | Moguls      |
| 30. Januar 1998   | Breckenridge          | USA        | Moguls      |
| 9. März 1998      | Hundfjället           | Schweden   | Moguls      |
| 14. März 1998     | Altenmarkt-Zauchensee | Österreich | Moguls      |
| 11. Januar 2002   | Saint-Lary            | Frankreich | Moguls      |

### Weitere Erfolge
- Nor-Am Cup Moguls- und Kombinationswertung 1992/93[19]
- X-Games 1999 Silber im Big Air
- US Open Big Air 2000[3]

## Filmografie
Skifilme
- 1998: A Fistful of Moguls
- 1998: Freeriders
- 1998: Uprising
- 1999: Fifty
- 2000: There’s Something About McConkey
- 2008: Children of Winter
- 2009: Dynasty
- 2010: Wintervention
- 2011: ...Like There’s No Tomorrow
- 2011: Like a Lion
- 2012: Flow State
- 2013: McConkey (Dokumentarfilm)
- 2014: No Turning Back
- 2014: Snowman
- 2015: Chasing Shadows
- 2015: Dog Days of Winter
- 2016: Here, There & Everywhere
- 2017: Line of Descent
- 2019: Ski Bum: The Warren Miller Story
- 2019: On Thin Ice

Fernsehen (Auswahl)
- 1998: Extreme World Records (Fernsehfilm)
- 1999: The Superstars (Fernsehfilm)
- 2002: Saturday Night Live (Fernsehshow, Episode 27x13)
- 2003–2005: Real World/Road Rules Challenge (Fernsehshow)
- 2010: Skating with the Stars (Fernsehshow)
- 2012–2013: American Ninja Warrior (Fernsehshow)
- 2012–2014: The Challenge: After Show (Fernsehshow)
- 2013: American Dad (Fernsehserie, Episode 9x19)
- 2013: Undercover Boss (Fernsehshow, Episode 4x11)
- seit 2017: Jonny Moseley’s Wildest Dreams (Podcast)[22]

## Auszeichnungen
- 1989, 1991 und 1992: Skiing Magazine Development Cup
- 1991–1993: Ski Magazine Cup Award
- 1994: World Cup Rookie of the Year[19]
- 1995–1998: Ann Hansen Award[23]
- 1996 und 1998: U.S. Freestyle Skier of the Year (Ski Racing Magazine)[24]
- 1997: Hart Cup Award
- 1998: Key to the City of San Francisco
- 1998: USOC Athlete of the Year
- 1998: Beck International Award[23]
- 1998: International Freestyle Skier of the Year (Ski Racing Magazine)[24]
- 2006: Aufnahme in die U.S. Ski and Snowboard Hall of Fame[25]